# Hestimidius ochreosignatus
Hestimidius ochreosignatus là một loài bọ cánh cứng trong họ Cerambycidae.